# August Leskien
Johann Heinrich August Leskien (Kiel, 8 de juliol de 1840 - Leipzig, 20 de setembre de 1916) fou un indoeuropeista i eslavista alemany. Es considera el fundador de l'anomenada "escola de Leipzig" en el camp dels estudis indoeuropeus.
Leskien va estudiar de 1860 a 1864 filologia clàssica a Kiel i a Leipzig amb Georg Curtius. Va obtenir el doctorat el 1864 a Leipzig. De 1864 a 1866 va ensenyar llatí i grec a la Thomasschule de Leipzig.
En 1866 va començar estudis comparatius de lingüística indoeuropea, bàltica i eslava amb August Schleicher a Jena. El 1867 va obtenir l'habilitació amb una tesi intitulada "Futur and Aorist bei Homer" i va passar a la Universitat de Göttingen com a "privatdozent".
Un any més tard, el 1868, va ser nomenat professor associat de lingüística comparada i sànscrit a Jena, en el lloc deixat per Schleicher a la seva mort. A partir de 1870 va ensenyar com a professor associat d'eslavística a Leipzig, on el 1875 va ser elegit membre de ple dret de la "Königlich Sächsischen Gesellschaft der Wissenschaften". El seu nomenament com a professor ordinari va tenir lloc el 1876. Fou director de l'Institut indoeuropeu.
El 1877, Aleksander Brückner va dedicar el seu llibre Die Slavischen Lehnwörter im Litauischen al seu "admirat professor Auguste Leskien". Altres lingüistes també han après de Leskien.
Leskien va ser un dels cofundadors dels neogramàtics de l'Escola de Leipzig. Estava convençut de la no excepcionalitat de les lleis fonètiques com a principi més important del canvi lingüístic. El focus de la seva investigació se centrà en el eslau meridional, antic búlgar i el lituà.

## Reconeixements
- Doctor honoris causa de la Universitat d'Oslo
- Acadèmic corresponent de la Bayerische Akademie der Wissenschaften (1892)[2]
- Membre de la Königliche Gesellschaft der Wissenschaften in Uppsala (1914)
- Exposició a la biblioteca de la Universitat de Leipzig (Febrer/Març 2017)[3]]

## Obres
- Die Declination im Slavisch-Litauischen und Germanischen, Preisschrift der Societas Jablonoviana. Leipzig 1876.
- Handbuch der altbulgarischen (altkirchenslavischen) Sprache. Heidelberg 1871.
- Grammatik der altbulgarischen (altkirchenslavischen) Sprache. Heidelberg 1909.
- Litauisches Lesebuch mit Grammatik und Wörterbuch. Heidelberg 1919. (= Idg. Bibliothek, ed. H. Hirt und W. Streitberg. 1. Abt., 1. Reihe: Grammatiken 12).
- Tagebücher 1892-1916, ed. T. Fuchs i B. Staude. Dresden 2016. (= Bausteine aus dem Institut für Sächsische Geschichte und Volkskunde, ed. E. Bünz i altres, vol. 36).